# Edmund Glaise von Horstenau
Edmund Glaise von Horstenau, avstrijski general, * 27. februar 1882, † 20. julij 1946.